# Línea 509 (Pilar)
La línea 509 pertenece al partido de Pilar, siendo operada por La Primera de la Escondida. El servicio cuenta con SUBE.

## Recorridos
- RAMAL 1: BARRIO SOUSSI

IDA:Estación Derqui – Eva Perón – Av. de Mayo – San Martín – Belgrano – Rivadavia – H. G. Martín – Nicaragua – América – España – Austria.
VUELTA:Austria – España – América – Nicaragua – H. G. Martín – Rivadavia – Av. de Mayo – Eva Perón – Estación Derqui.
- RAMAL 2: BARRIO LA ESCONDIDA

IDA:Estación Derqui – Eva Perón – Pacheco – Bolívar – Albania – Charcas – Polonia – H. G. Martín – Albania (ver perito moreno) – Río Pilcomayo – Noruega – Guido – Albania – Calle 377 – Calle 606 – La Golondrina
VUELTA:La Golondrina – Calle 606 – Calle 377 – Albania – Guido – Noruega – Río Pilcomayo – Albania – H. G. Martín – Polonia – Charcas – Albania – Bolívar – Pacheco – Iparraguirre – Eva Perón – Estación Derqui.
- RAMAL 3: BARRIO EL TRIÁNGULO

IDA:Estación Derqui – Eva Perón – Pacheco – Dorrego – Bolívar – Eva Perón – V. de la Plaza – Rivadavia – Avellaneda – Moreno – C Saavedra.
VUELTA:C Saavedra – Eva Perón – Av. de Mayo – San Martín – Belgrano – Rivadavia – Iparraguirre – Eva Perón - Estación Derqui.